# Virus de la grippe A (H7N1)
Espèce
Classification phylogénétique
- Espèce : virus de la grippe A
  - sous-type H1N1
  - sous-type H1N2
  - sous-type H2N2
  - sous-type H2N3
  - sous-type H3N1
  - sous-type H3N2
  - sous-type H3N8
  - sous-type H5N1
  - sous-type H5N2
  - sous-type H5N3
  - sous-type H5N6
  - sous-type H5N8
  - sous-type H5N9
  - sous-type H6N1
  - sous-type H6N2
  - sous-type H7N1
  - sous-type H7N2
  - sous-type H7N3
  - sous-type H7N4
  - sous-type H7N7
  - sous-type H7N9
  - sous-type H9N2
  - sous-type H10N7

Le sous-type H7N1 du virus de la grippe A fait référence aux types de deux antigènes présents à la surface du virus : l'hémagglutinine de type 7 et la neuraminidase de type 1. Le virus de la grippe A est un virus à ARN monocaténaire de polarité négative à génome segmenté (8 segments) qui appartient au genre Alphainfluenzavirus de la famille des Orthomyxoviridae.
Des souches ou variants dits « HP' » (« hautement pathogènes ») pour les oiseaux en ont été trouvés en Italie, dont dans un « élevage intensif » d'Autruches .

## L'épizootie italienne de 1999-2000
Tous les virus H7N1 trouvés lors des études d'épidémiosurveillance faites en Italie en 1999 et 2000 présentaient des mutations lui conférant des caractéristiques épizootiquement préoccupantes et éventuellement pandémiques (sous réserve de mutations le rendant adaptable à l'organisme humain).

## Vaccins
le H7N1 a fait partie des sous-types contre lesquels des vaccins antigrippaux ont été produits (en 2006, dans ce cas à partir d'une souche atténuée du virus grippal aviaire H7N1 hautement pathogène qui avait décimé en 1999 les poulets d'élevages italiens). L'essai clinique a été lancé (phase I) en septembre 2006 à Bergen en Norvège 

## Symptômes
Les autruches infectées présentaient des signes d'anorexie, de dépression, et chez les jeunes oiseaux des symptômes nerveux et entériques (30 % des autruches de l'élevage sont mortes). Dans ce cas, l'isolement du virus, réalisé conformément aux directives de l'Union européenne a mis en évidence un virus de la grippe A du sous-type H7N1 présentant les caractéristiques microbiologiques typiques des virus grippaux hautement pathogènes (HP). Les autopsies ont notamment montré des lésions macroscopiques, des hémorragies intestinales et une dégénérescence et nécrose du foie (confirmés par histopathologie et immunohistochimie)